# Lawrence Osborne
Pour les articles homonymes, voir Osborne.
Lawrence Osborne, né en 1958 à Londres, est un journaliste et un romancier britannique, auteur de romans policiers, de nouvelles et de récits de voyage.

## Œuvre

### Romans
- The Forgiven (2013)
  - Terminus Oasis, Calmann-Lévy (2016)  (ISBN 978-2-7021-5946-0), réédition Le Grand Livre du mois (2016)  (ISBN 978-2-286-13113-5), réédition Pocket no 16893 (2017)  (ISBN 978-2-266-27309-1)
- The Ballad of a Small Player (en) (2014)
  - La ballade d'un petit joueur de cartes, L'Herne (2025)
- Hunters in the Dark (en) (2015)
  - Une saison au Cambodge, Calmann-Lévy  (ISBN 978-2-7021-5948-4) (2017), réédition Pocket no 17144 (2018)  (ISBN 978-2-266-28245-1)
- Beautiful Animals (en) (2017)
- Only to Sleep: A Philip Marlowe Novel (2018)
- The Glass Kingdom (2020)
- On Java Road (2022)

### Autres fictions
- Ania Malina (1986)
  - Ania Malina, Éditions Gallimard, coll. « Du monde entier » (1990)  (ISBN 2-07-071774-7), réédition Éditions Gallimard coll. « L'imaginaire » no 706 (2018)  (ISBN 978-2-07-279441-4)
- The Angelic Game (1990)

### Recueil de nouvelles
- Burning Angel : Collected Stories (2023)

### Autres ouvrages
- American Normal (2002)
- The Accidental Connoisseur (2004)
- The Naked Tourist (2006)
- Bangkok Days (2009)
  - Jours tranquilles à Bangkok, Hoëbeke, coll. « Étonnants voyageurs » (2018)  (ISBN 978-2-84230-595-6)
- The Wet and the Dry : A Drinker's Journey (2013)
  - Boire et déboires en terre d'abstinence, Hoëbeke, coll. « Étonnants voyageurs » (2016)  (ISBN 978-2-84230-553-6)

## Prix et distinctions

### Nominations
- The Best American Short Stories (en) 2012 pour Volcano
- Prix Edgar-Allan-Poe 2019 du meilleur roman pour  Only to Sleep: A Philip Marlowe Novel[1]

## Adaptations
- 2021 : The Forgiven réalisé par John Michael McDonagh, adaptation du roman homonyme
- 2025 : Ballad of a Small Player réalisé par Edward Berger, adaptation du roman homonyme
- En cours de développement : Hunters in the Dark, adaptation du roman homonyme[2]